# 市場支配力
市場支配力（しじょうしはいりょく）とは、企業が自己の製品の販売価格に対して有する影響力を意味する。

## 解説
完全競争市場では、個々の企業に価格決定権がない。完全競争市場では、市場価格を上回る価格を付けた製品は一切、売れず、また、単独の企業の行動は市場価格に影響を与えることができない。このため、個々の企業は、市場価格を所与のものとして、自社の製品を市場価格で販売する以外の選択肢がない。
これに対して、完全競争以外の市場では、企業は、その行動により、自己の製品の販売価格に影響を与えることができる。この場合、企業は市場支配力を持つという。その究極の形が独占である。現実には、完全競争とみなせる市場はごく少数であり、多くの企業が何らかの市場支配力を持つ（少なくともある程度は製品の販売価格をコントロールできる）。

## 市場支配力の源泉
企業が市場支配力を維持するためには、競争相手が市場に参入することを阻む要因が必要である。これを参入障壁という。重要な参入障壁として、自然独占、スイッチング・コスト、製品差別化、政府による規制などがある。特許権や著作権もまた、市場支配力の源泉となる参入障壁である。